# Cynoglossus melampetalus
Cynoglossus melampetalus är en fiskart som först beskrevs av Richardson, 1846.  Cynoglossus melampetalus ingår i släktet Cynoglossus och familjen Cynoglossidae. Inga underarter finns listade i Catalogue of Life.